# Miodowa (Zawiercie)
Miodowa – osiedle Zawiercia znajdujące się w południowo-zachodniej części miasta. Jest osiedlem o charakterze jednorodzinnym. W 2015 roku liczyło 1439 mieszkańców.

## Historia
Przed I wojną światową główną ulicą na terenie osiedla była ulica Siewierska, przedłużająca w kierunku zachodnim drogę z Pilicy do Poręby. W 1845 roku przy obecnej ulicy Pogorzelskiej funkcjonowała fabryka pokostu, olejów i smarów. W 1875 roku przy obecnej ulicy Wojska Polskiego Karl Brauss założył przędzalnię i tkalnię sztucznej wełny; w 1880 roku przędzalnię przejął Zussman, a w 1886 roku po pożarze Jerzy Birkner, który uruchomił przędzalnię wigoniową, zatrudniającą 189 osób. Następnie zakłady przejęli bracia Berndt, którzy uruchomili przędzalnię bawełny odpadkowej. W 1927 roku Henryk Berndt zawarł spółkę z Teodorem Siberzweigiem. Zakłady funkcjonowały do 1932 roku. W okresie II wojny światowej właścicielem zakładów był Hans Günther Müller i produkowały one części do samolotów wojskowych. W 1933 roku uruchomiono Państwowe Gimnazjum Koedukacyjne. W 1962 roku oddano do użytku nowy szpital miejski, znajdujący się przy ulicy Miodowej.
Osiedle zostało wyodrębnione uchwałą rady miasta w 1990 roku.

## Instytucje
- I Liceum Ogólnokształcące im. Stefana Żeromskiego
- Medyczne Studium Zawodowe
- Regionalne Centrum Kształcenia Ustawicznego w Sosnowcu oddział w Zawierciu
- Szpital Powiatowy w Zawierciu
- Zespół Szkół i Placówek im. Hugona Kołłątaja
- Zespół Szkół im. gen. Józefa Bema

## Ulice
Do osiedla należą następujące ulice: Daleka, Działkowców, Graniczna, Górnośląska, Hutnicza, Jałowcowa, Kresowa, Kręta, Miodowa, Murarska, Nektarowa, Osiedlowa, Podkądzielowa, Pogorzelska, Polna, Rzemieślnicza, Uskok, Willowa, Wojska Polskiego, Woskowa oraz część ulic: Obrońców Poczty Gdańskiej, Towarowej i Żabiej.